# Inundaciones en Pakistán de 2010

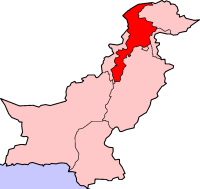
Situación de la provincia de Jaiber Pajtunjuá, principal damnificada.

Una serie de lluvias torrenciales fueron la causa de grandes inundaciones en Pakistán durante el año 2010, concretamente entre el 27 de julio y el 7 de agosto, en las que perdieron la vida al menos 1.600 personas. La provincia más afectada fue la de Jaiber Pajtunjuá, situada en la frontera con Afganistán. La masa de agua arrasó en primer lugar la zona del río Swat, así como un sinnúmero de puentes y calles, para desembocar luego en el río Indo. Con el tiempo toda la extensión del río fue afectado hasta Sindh en el océano Índico. Según el coordinador oficial de ayuda de las Naciones Unidas más de 14 millones personas fueron afectadas, de las cuales entre 6 y 7 millones necesitaron de forma inmediata ayuda humanitaria. Si bien, otras fuentes elevan estas cifras a 20 millones de afectados.
Tras varias peticiones de las Naciones Unidas para aumentar la ayuda económica a Pakistán y ayudar así de forma inmediata a la población afectada se han reunido 263 millones de dólares, aprox. la mitad de lo que solicita la organización internacional.

## Inundaciones

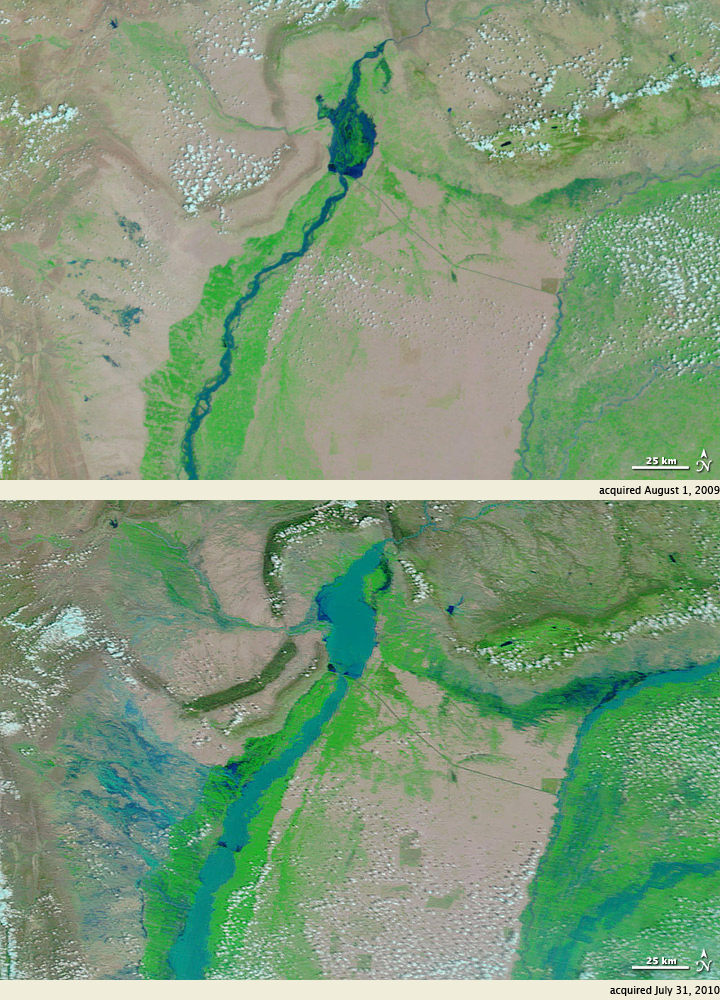
Imágenes de satélite de la salida del Indo el 1 de agosto de 2009 (arriba) y el 31 de julio de 2010 (abajo).

Las inundaciones fueron producto de las lluvias torrenciales en la región, consideradas las más intensas en los últimos 80 años. Según los datos de la organización de la ayuda humanitaria de las Naciones Unidas son 36 los distritos pakistaníes que, al menos en parte, se han inundado y más de un millón de personas han sido afectadas directamente. Mian Iftikhar Hussain, ministro de información del gobierno en la provincia de Jaiber Pajtunjuá en el noroeste del país calificó las inundaciones como la "peor catástrofe de nuestra historia" y añadió que "la infraestructura de la provincia ya estaba destruida por el terrorismo. Lo que aún quedaba fue eliminado por las inundaciones".
En algunas áreas el agua llegó a una altura de más de 5 metros, lo que obligó a muchos habitantes a tener que resguardarse en los tejados de sus casas a la espera de ayuda. El 31 de julio el periódico Dawn informó que 45 puentes y 3700 casas fueron destruidas por la inundación. La Karakorum Highway, que une Pakistán con China, fue bloqueada, debido a la destrucción de un puente.
A comienzos de agosto el epicentro de la inundación se desplazó desde el noroeste del país hacia el Sur, al oeste de la provincia de Panyab y al sur de la provincia de Sindh, siguiendo el curso del río Indo.
Según declaraciones del Comité Internacional de la Cruz Roja las inundaciones han tenido consecuencias muy importantes en las condiciones de vida de la población civil del conflicto armado en la región fronteriza con Afganistán. Además de los destrozos en infraestructura y casas, el abastecimiento de agua potable se ha visto seriamente afectado, lo que representa un contribuyente importante para la propagación de enfermedades en el agua contaminada.

### Informes de algunas de las regiones afectadas
- La masa de agua amenazó el viernes la ciudad de Jacobabad situada en el sur. Las autoridades ordenaron la evacuación el día 13 de agosto de los 400.000 habitantes de la localidad situada en el norte de la provincia de Sindh, al norte de Sukkur.[12]

- Las autoridades intentaron alertar o evacuar a la población de Jacobabad, Hyderabad, Thatta, Ghotki, Larkana el 14 de agosto de 2010[13]

## Ayuda financiera

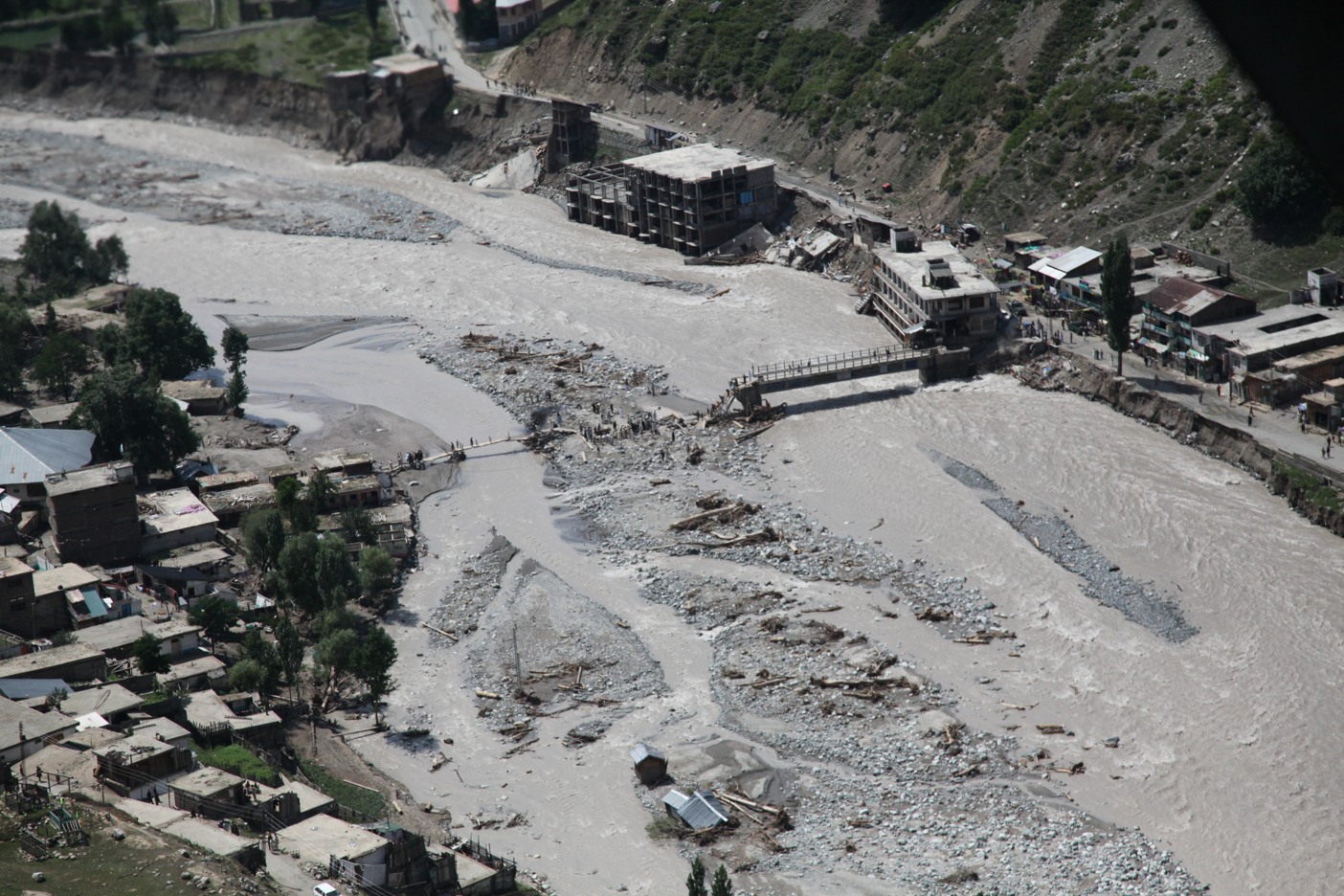
Un puente derribado, dañado por las inundaciones, se muestra en Pakistán el 5 de agosto de 2010, desde un helicóptero Chinook CH-47 del ejército estadounidense en ruta para entregar suministros de asistencia humanitaria. El personal del Departamento de Defensa se encuentra en el área apoyando misiones de evacuación y ayuda humanitaria como parte de los esfuerzos de socorro en casos de desastre para ayudar a los paquistaníes en las regiones de la nación afectadas por las inundaciones.

El coordinador de las Naciones Unidas, John Holmes facilitó el 11 de agosto de 2010 una ayuda inmediata de 352 millones de euros. Además de ese paquete la Unión Europea también contribuirá con una ayuda inicial de 40 millones de euros.
La organización Talibán pakistaní Tehreek-e-Taliban Pakistan (TTP) se mostró contraria de aceptar una ayuda por parte de los Estados Unidos y ofreció una ayuda de 20 millones de dólares.
A raíz de la catástrofe la India ha ofrecido mercancías a su eterno rival –desde su independencia del Reino Unido en 1947 ha habido tres guerras entre los dos países- de un valor de 5 millones de dólares. En una conversación telefónica con su colega pakistaní S. Mahmood Qureshi, el ministro de exteriores indio, S. M. Krishna expresó su solidaridad para aquellos que sufren esta catástrofe.

## Situación meteorológica global

Omega sobre Rusia y Pakistán.

Los incendios en Rusia, las inundaciones en Pakistán así como las inundaciones en Alemania, Polonia y Chequia están relacionados los unos con los otros por lo que se conoce como una situación Omega. Una zona de alta presión estable durante varias semanas en Rusia atrae aire caliente del Sur. En las zonas de baja presión situadas tanto al Este como al Oeste se establecen situaciones estables de mal tiempo con precipitaciones extraordinarias.

## Inundaciones anteriores
- En 2007 hubo un millón de personas de la región de Baluchistán en el suroeste del país afectados por las inundaciones.[18]